# Sambiroto (Gajah)
Sambiroto is een bestuurslaag in het regentschap Demak van de provincie Midden-Java, Indonesië. Sambiroto telt 1501 inwoners (volkstelling 2010).